# 微瓦霞蟲屬
微瓦霞蟲又名威瓦亞蟲、威瓦西蟲，是一種原始的腹足綱軟體動物（未分類），生存於約5.2億年前，在寒武紀晚期至奧陶紀早期的海洋中廣泛分布。它們的身體呈長條形或橢圓形，長度約5到7公分，微瓦霞蟲的身體還有一些硬棘，身體幾乎完全被稱為骨片和刺的鱗片狀覆蓋（腹部除外）。 覆蓋身體的骨片排列成約50行，此外，背部還有兩排7到11個刀狀刺。 刺和骨片會直接插入進身體。除此之外，微瓦霞蟲的口部也很特別，長有一個硬質的嘴巴，微瓦霞蟲的進食裝置由兩個（極少數情況下是三個）齒板組成，可與軟體動物的齒舌或環節動物的顎骨有點類似，用來剪斷海底的藻類和海藻進食。微瓦霞蟲的背面和側面覆蓋著疊蓋狀的葉狀骨片以及數量不等的細長刺，這些細長刺在成年後期從成年標本兩側的背外側區域出現。骨片和刺透過基底增生生長到固定大小，並定期脫落和更換。

## 命名
微瓦霞蟲是在位於加拿大幽鶴國家公園威瓦西峰發現的，是以威瓦西峰之英文Wiwaxy Peak命名的。Wiwaxy而是來自當地加拿大的原住民語言，意思是“多風的”。

## 分布
世界各地都有分布。主要分布在加拿大英屬哥倫比亞的伯吉斯頁岩、美國猶他州、中華人民共和國云南省昆明的小石坝生物群（Xiaoshiba lagerstätte）的化石產地、貴州凯里市的凯里組（Kaili Formation）、澳大利亞袋鼠島的鴯鶓灣頁岩、捷克中波希米亞州的Buchava地區。

## 生活
是底棲型生物。微瓦霞蟲的進食器官與迷齿虫（寒武紀的一種軟體動物）的進食器官相似，顯示它也以生長在寒武紀海底的藍藻Morania為食。它的骨片裝甲和刺有時被發現斷裂，表明它也會成為的掠食者的目標。

## 顏色
在W. corrugata的鱗片狀和刺狀骨片，存在規律為0.9微米的縱向凹槽區域。這些凹槽在未加工化石的表面和部分的透光顯微照片中很明顯。類似的凹槽也存在於頭盾漂亮馬瑞拉蟲（M. splendens）的最外側延伸部分上，但具有 0.6 毫米並以 45° 方向定位在中央縱向脊狀線的兩側，在背視圖中呈現V形圖案。在出現這些凹槽的每個區域中，每個物種的方向、和深度大致上都是一致的。除上述區域以外的身體部位和周圍的岩石基體都沒有出這種特徵，證據表明，凹槽表面指出現在活體動物的外部。當陽光垂直直射時，W. corrugata、的重建模型上帶有格柵的部分的反射率如上圖所示。 由於動物重建圖中使用的角度的有很大的不確定性，這些結果可能顯示出嚴重的誤差。 然而，結果表明，動物上方和側面水中的光譜或金屬顏色的反射存在很大程度的誤差。當獲得結果時，動物的方向或陽光的方向也可能有很大變化。例如，即使凹槽表面的原始能是使用最少的材料（如瓦楞紙）提供最大的強度，它仍然會在光照下產生顏色。事實上，在深水物種中，向外部顯示光的動物衍射光柵可能是偶然發生的的，但在淺水物種中，透過選擇要麼發揮作用，要麼被拋棄。 因此，W. corrugata的骨片最外層延長部分的表面上都有衍射光柵。大多數伯吉斯頁岩重建描繪了Cathedral Formation底部的化石，原始地點的估計水深為70公尺或更淺。因此，底棲動物W. corrugata的光柵會呈現彩虹色（如果水變得渾濁，這種反射會變成銀色，但仍然很明顯）。

## 物種

### 皺褶微瓦霞蟲Wiwaxia corrugata[9]

#### 命名
corrugata 源自拉丁語 corrugis，“褶痕或皺紋”，指骨片的皺紋部分。

### 葉微瓦霞蟲Wiwaxia foliosa[11]

#### 命名
foliosa源自於拉丁語foliosus，許多葉子，是指骨片的葉狀排列。

#### 特徵
背上的骨片對稱，刀狀刺在長度低於 8毫米 的標本中並未發現。身體輪廓呈橢圓形，覆蓋有由八個橫向行組成的疊瓦狀骨片。
突出的背側骨片沿著前後排列，並圍繞前後向的形成對稱。上外側骨片排列成扇形束，從中心點向外的輻射狀，並從身體表面稍微挺起。下外側骨片呈圓形，相對較小，常被其他骨片遮蓋； 它們的尖端向背側傾斜。 腹外側骨片細長，呈鐮刀狀； 他們的末端指向背面。 前面含有對稱的鐮刀狀骨片骨片具有單列的肋狀物，肋狀物數量很少，通常每個骨片有四個至六個同樣明顯的肋骨。 
每個骨片區中，大部分骨片的大小都差不多，但也有個別骨片較小，而且明顯長的不完整。 骨片長度的增加速度與體長相同，而骨片寬度的增加速度比較慢。

#### 分類學
在形狀、縱橫比和骨片分佈方面，該動物與伯吉斯頁岩中的W. corrugata的幼年標本非常相似。 然而，在一種情況下，骨片通常與身體貼平，在一定程度上模糊了不同骨片區域之間的區別，在小石坝生物群，骨片的分佈更加大量且分散，即使在完全合再一起的標本中，也很容易辨識出單獨的骨片。

### 蝶微瓦霞蟲Wiwaxia papilio[12]

#### 命名
拉丁文papilio(蝴蝶)，是形容扇形骨片的類似蝴蝶狀排列。

#### 特徵

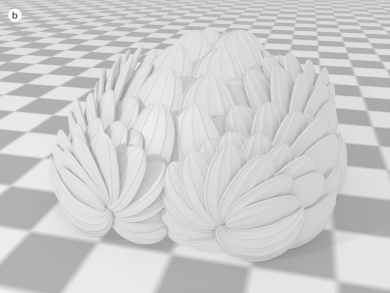
蝶微瓦霞蟲的長相與大小

長5至8毫米，顯示出幼年Wiwaxia標本典型的骨片排列； 骨片前部區域往後面是八排橫向排列，沒有背刺。
腹側骨片呈劍狀，而其他骨片呈圓形，長度約為寬度的兩倍，每個腹外側骨片與其後相鄰骨片的後面部分重疊。標本保存有兩到三排碳質牙齒的口器。 由於個別牙齒形態不清楚，否則，與W. corrugata沒有明顯的差異。
前排的骨片由兩排成對的玫瑰花形物組成，骨片的是隨著身體的不同的地區骨片也會成不同的形狀。最靠近腹側的片骨呈劍狀，而愈靠近背側的愈呈圓形，偶爾也呈不對稱。 劍形骨片也會形成於W.corrugata在伯吉斯頁岩標本的前排，出現在骨片的側邊緣，但不圍繞動物的正面。

#### 分類學
整體大小、口部形狀、相對較大的背部骨片、寬而短的側腹外骨片以及缺乏背刺方面與W.corrugata的幼年標本相似。成體標本以較大的骨片為代表，透過這種特徵很難將其他Wiwaxia物種排除。
骨片上有 4-6 個肋狀物，長度為0.5毫米~1毫米（500-1000μm（微米））。 與W.corrugata的差異在於其骨片上的肋數量較少； 由於缺乏比較材料，無法與其他物種進行詳細比較。

### 柵欄微瓦霞蟲Wiwaxia herka[7]

#### 命名
源自希臘語:herka（柵欄），指的是微瓦霞蟲上的尖刺。

#### 特徵
有相當明顯的背腹彎曲。 最明顯的特徵是背外側的尖板條，這些非常結實，向後彎曲，排列很緊密。 右邊很清楚，總共有13個可見的尖板條。 在前端附近，在較低的位置可以看到對側的一些刺。 最前面的三個刺稍短（大約是其他刺長度的一半），而其餘部分則比較長且長度接近相等，但後部的最後一兩個刺比較短。 覆蓋身體背部和側面區域的剩餘骨片僅保存得較好，但側面和腹側面的組成部分是可識別的。 

#### 分類學
新物種W.herka的建立是基於標本，由於其背外側刺的不同。 與W. corrugata不同的之處在於W. corrugata的刺排列更密集（約 12 個刺，平均約 8 個刺）且較短。 根據未經證實的假設，即孤立的骨片來自同一物種，腹外側的骨片看起來與W. corrugata的相似，而腹側(不確定)和背側(不確定)的骨片似乎更細長。W.herka顯然與W.corrugata密切相關，但與來自中國的其他種區別更明顯，因為其體型要大得多並且具有刺。

### Wiwaxia taijiangensis

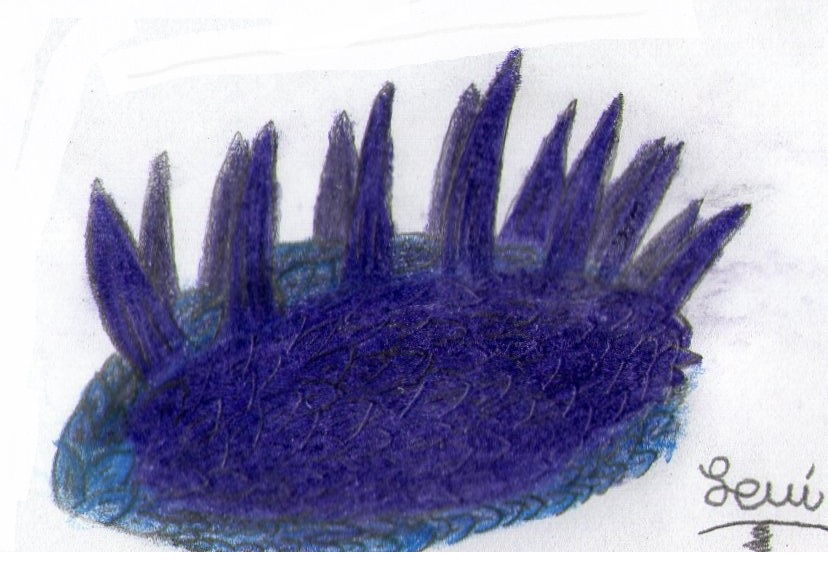
Wiwaxia taijiangensis的復原圖

## 資料來源
1. 1 2  . www.paleozoo.com.au.   [2023-10-08]. （原始内容存档于2023-10-25）.
2. ↑  .   [2023-10-03]. （原始内容存档于2023-10-05）.
3. 1 2  . www.prehistoric-wildlife.com.   [2023-10-04]. （原始内容存档于2023-10-05）.
4. ↑  .   [2023-10-02]. （原始内容存档于2023-10-05） （英语）.
5. 1 2 3 4  . The Burgess Shale.   [2023-10-03]. （原始内容存档于2023-10-05） （美国英语）.
6. 1 2  Topper, Timothy P.; Holmer, Lars E.; Caron, Jean-Bernard. . Scientific Reports. 2014-10-21, 4 (1). ISSN 2045-2322. doi:10.1038/srep06704.
7. 1 2  Conway Morris, Simon; Selden, Paul A.; Gunther, Glade; Jamison, Paul G.; Robison, Richard A. . Journal of Paleontology. 2015-05, 89 (3). ISSN 0022-3360. doi:10.1017/jpa.2015.26.
8. ↑  .   [2023-10-03]. （原始内容存档于2023-10-05）.
9. 1 2  土屋健. . 由張, 佳雯翻译. 如何出版社. ISBN 9789861365329.
10. ↑  Parker, Andrew R. . Proceedings of the Royal Society of London. Series B: Biological Sciences. 1998-06-07, 265 (1400). ISSN 0962-8452. doi:10.1098/rspb.1998.0385.
11. ↑  Yang, Jie; Smith, Martin R.; Lan, Tian; Hou, Jin-bo; Zhang, Xi-guang. . Scientific Reports. 2014-04-10, 4 (1). ISSN 2045-2322. doi:10.1038/srep04643.
12. ↑  Zhang, Zhifei; Smith, Martin R.; Shu, Degan. . Scientific Reports. 2015-10-07, 5 (1). ISSN 2045-2322. doi:10.1038/srep14810.
13. ↑  SUN, HAI-JING; ZHAO, YUAN-LONG; PENG, JIN; YANG, YU-NING. . Geological Magazine. 2013-06-06, 151 (2). ISSN 0016-7568. doi:10.1017/s0016756813000216.
14. ↑  Yue, WANG. . Acta Geologica Sinica - English Edition. 2006-02, 80 (1). ISSN 1000-9515. doi:10.1111/j.1755-6724.2006.tb00791.x.